# Warhammer : Dans l'ombre du rat cornu
Warhammer : Dans l'ombre du rat cornu (Warhammer: Shadow of the Horned Rat en version originale) est un jeu vidéo de tactique en temps réel et de rôle développé et publié par Mindscape le 11 novembre 1995. Basé sur le jeu de plateau Warhammer Fantasy Battle créé par Games Workshop, le jeu prend place dans l'univers médiéval-fantastique de Warhammer et met le joueur à la tête d’une armée de mercenaire devant lutter contre une invasion de Skavens,,.

## Système de jeu
Warhammer : Dans l'ombre du rat cornu est un jeu de tactique en temps réel qui se déroule dans l’univers médiéval-fantastique du jeu de plateau Warhammer,. Contrairement à ce dernier, qui se joue au tour par tour, le jeu se déroule en temps réel, le joueur ayant néanmoins la possibilité de le mettre en pause à tout moment. Le joueur incarne un commandant d’une unité de mercenaires au service de l'Empire et basé dans la cité de Wissenheim. Le jeu propose une campagne d’une quarantaine de missions, à commencer par la défense d’une cité voisine puis l’escorte d’une caravane de marchands,. Avant chaque mission, le joueur choisit les unités qu’il souhaite utiliser pour accomplir son objectif, puis il définit leur ordre de marche. Sur une carte de la région, il visualise ensuite la route emprunté par ses troupes pour rejoindre le lieu de sa mission et au cours du trajet, il peut tomber dans des embuscades. Les combats se déroulent sur des champs de bataille représentés en 3D qu’il visualise en vue du dessus et sur lequel il contrôle ses unités avec la souris. Après avoir déployé ses troupes sur le champ de bataille, il leur donne des ordres grâces à une série d’icônes. D’une missions à l’autre, le joueur conserve les mêmes unités, qui gagnent de l’expérience. Il accumule de plus de l’argent, qui lui permet de recruter de nouvelles unités. Tous les types de troupes ne sont cependant pas disponibles dès le début de la campagne et le joueur en débloque de nouvelles au fur et à mesure des missions. 

## Accueil
| Warhammer: Dans l'ombre du rat cornu |      |       |
| Média                                | Pays | Notes |
| Computer Gaming World                | US   | 4/5   |
| GameSpot                             | US   | 68 %  |
| Gen4                                 | FR   | 5/6   |
| Joystick                             | FR   | 79 %  |
| PC Gamer US                          | US   | 86 %  |